# 艺术与女权主义
艺术与女权主义（英語：或）是一个全球性的年度编辑松，致力于为维基百科增加关于女性艺术家的内容。该项目由沙恩·埃文斯、杰奎琳·梅比、迈克尔·曼丁伯格和劳雷尔·普塔克共同创立，被形容为“一项巨大的跨国努力，旨在纠正维基百科中长期存在的偏见”。

## 编制

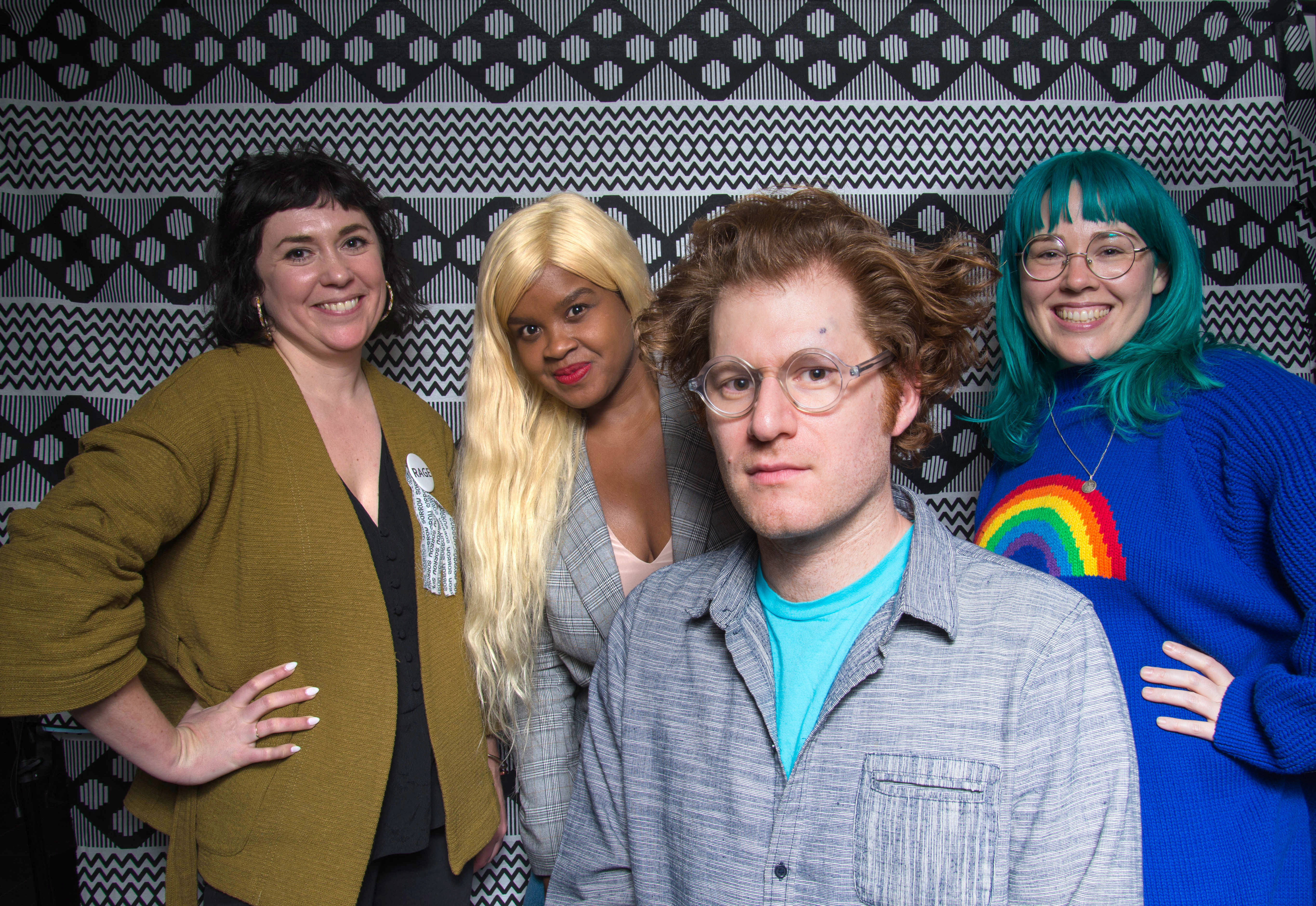
从左到右分别是沙恩·埃文斯、麦肯锡·麦克、迈克尔·曼丁伯格和杰奎琳·梅比

艺术与女权主义起源于Artstor成员沙恩·埃文斯涉及的一个面向女性和艺术的项目，这一项目为北美艺术图书馆协会设计。埃文斯与同事杰奎琳·梅比进行了交谈。后者对维基人们组织的纪念愛達·勒芙蕾絲的编辑松印象深刻，并与迈克尔·曼丁伯格进行了沟通。他是纽约市立大学的一名教授，致力于将维基百科纳入课堂学习。得知此事后，他随即联系了劳雷尔·普塔克，后者是艺术与科技领域的非營利組織机构Eyebeam的一名研究员，他同意帮助策划活动。然后这个团队招募了多萝西·霍华德（Dorothy Howard），纽约大都会图书馆委员会的驻点维基人；和理查德·克尼佩尔（Richard Knipel），后者来自纽约维基媒体协会。
建立艺术与女权主义项目的一个原因就是回应媒体对维基百科编目系统的负面报道。维基媒体基金会2011年的一项调查发现，女性贡献者仅占8.5％。在所有传记中，仅有17%的传记与女性有关。该项目将帮助填补维基百科上相关内容的空白，增加女性贡献者的数量。麦肯锡·麦克（McKensie Mack）于2018年成为该项目的负责人。

## 活动
2014年，艺术与女权主义举办了首次编辑松，吸引了600名志愿者参与30个独立活动。第二年，1300名志愿者参加了四大洲17个国家的70项活动。到2016年，志愿者人数超过2500人。
在美国之外，2015年的活动在澳大利亚、加拿大、柬埔寨、印度、新西兰和苏格兰等地都得到了媒体的报道。在美国国内，这次活动除了在纽约本地，还在加利福尼亚州、堪萨斯州、宾夕法尼亚州、德克萨斯州和西弗吉尼亚州等地得到报道。  
因为他们致力于解决维基百科的性别偏误问题，2014年11月，《外交政策》杂志将该计划的多名创办者评为“全球思考者”（global thinkers）。